# ホイヒェルハイム・アン・デア・ラーン
ホイヒェルハイム・アム・デア・ラーン（ドイツ語: Heuchelheim an der Lahn、公式表記は Heuchelheim a. d. Lahn。2019年3月16日までは「ホイヒェルハイム」が公式名称であった。）は、ドイツ連邦共和国ヘッセン州ギーセン郡に属す町村（以下、本項では便宜上「町」と記述する）である。郡庁所在地ギーセンの西隣に直に接している。人口約 8,000人がホイヒェルハイム地区（5,800人）とキンツェンバッハ地区（2,200人）に分かれて暮らしている。この 2つの集落は1967年4月1日に合併して新たな自治体ホイヒェルハイムとなった。
ホイヒェルハイムは、ギーセンとヴェッツラーとの間の地域であるグライベルガー・ラント共同体に属している。主邑はビーバー川沿いに位置する。ビーバー川はここからわずか数 km でラーン川に合流する。

## 地理
ホイヒェルハイムは、北はビーバータールおよびヴェッテンベルク、東はギーセン、南西はヴェッツラー、西はラーナウ（最後の 2つはラーン＝ディル郡、他はギーセン郡）と境を接している。ホイヒェルハイムは、ヴェッテンベルク、ビーバータール、ラーナウとともにグライベルガー・ラントを形成している。

## 歴史
1967年になるまで、当時独立した町村であったホイヒェルハイムとキンツェンバッハはそれぞれ異なる郡に属していた。当時、ホイヒェルハイムはギーセン郡に、キンツェンバッハはヴェッツラー郡に属していた。1960年代の初め、両町村は教育目的連合を発足させ、これが最終的に1967年4月1日のホイヒェルハイムへの合併につながった。1977年から1979年までホイヒェルハイムは、ギーセンとヴェッツラー、およびその両市に挟まれた町村から行政上形成されたラーン市に属した。ラーン市では、ホイヒェルハイムとキンツェンバッハはホイヒェルハイム都市管区を形成していた。この時代の名残で、現在も市バス路線はギーセン、ホイヒェルハイム、ラーナウ、ヴェッツラーを結んでいる。1949年から1957年まで、ホイヒェルハイムにはギーセンからのトロリーバス路線があった。この路線「4」は、後にディーゼルバスで運行された。この路線は、駅、リービヒ通り、ゼルタース門、ゲーテシューレ、オスヴァルトガルテン、ヘッセンハレ、ホイヒェルハイム東、バーンシュトラーセ、ルードヴィヒ＝リン通り、ハークに停留所があった。路線「4」は、1998年にヴェッツラー行きのバス路線「21」と統合され路線番号「24」となった。

### 歴史上の名称
歴史上の名称には以下のものがある:
- Vchilheim (Vchelheim), 769年/778年
- Hucheleim, 1237年 (?)
- Huchilnheim, 1245年
- Hahelheym, 1257年
- Huchelem, 1265年
- Huchelinheim, 1295年

## 行政

### 町議会
2011年3月27日の町議会議員選挙以降、ホイヒェルハイムの町議会は 31議席からなる。

### 首長
ラルス・ブルクハルト・シュタインツ (CDU) は2009年6月7日の町長選挙で 51.8 % の票を獲得して勝利した。当時現職だったヘルムート・フリッケは立候補しなかった。1985年から1997年まではヴィリ・マルクス (SPD) がホイヒェルハイムの町長を務めた。2015年6月14日の選挙でラルス・ブルクハルト・シュタインツは 74.58 % の票を獲得して対立候補のマルティン・ダーヴィースに勝利した。この選挙の投票率は 52.33 % であった。

## 経済と社会資本
ホイヒェルハイムは、たとえばシュンク・グループのような炭素工学の大企業を持つ重要な工業地である。Fa. ベルケンホフはここで電気ケーブルの製造を行っている。リン社はコンクリート板や、造園用の天然石・コンクリート加工製品の製造を行っている。かつてホイヒェルハイムでは、タバコ工場（リン＆クロース社）やカメラ工場（ミノックス GmbH ヴェッツラー、1948年から1995年まであった）が重要な企業であった。

## 文化と見所

### スポーツ
TSFホイヒェルハイムの存在によりスポーツも大変に人気がある。ハンドボールや卓球で特に大きな成功を記録した。ハンドボールでは、TSFの男子第1チームがオーバーリーガに昇格し、2009/2010年シーズンはオーバーリーガを保持した。女子第1チームはヘッセン・ランデスリーガで注目を集めた。この他に、ホイヒェルハイムではサッカーが楽しまれている。毎年8月のミッドナイトレースには、この地域全体の人々がこの町の通りに集まってくる。
キンツェンバッハ地区にもスポーツクラブがある。SGキンツェンバッハはサッカーの他にバスケットボール、体操、卓球の部門がある。

### 建築物

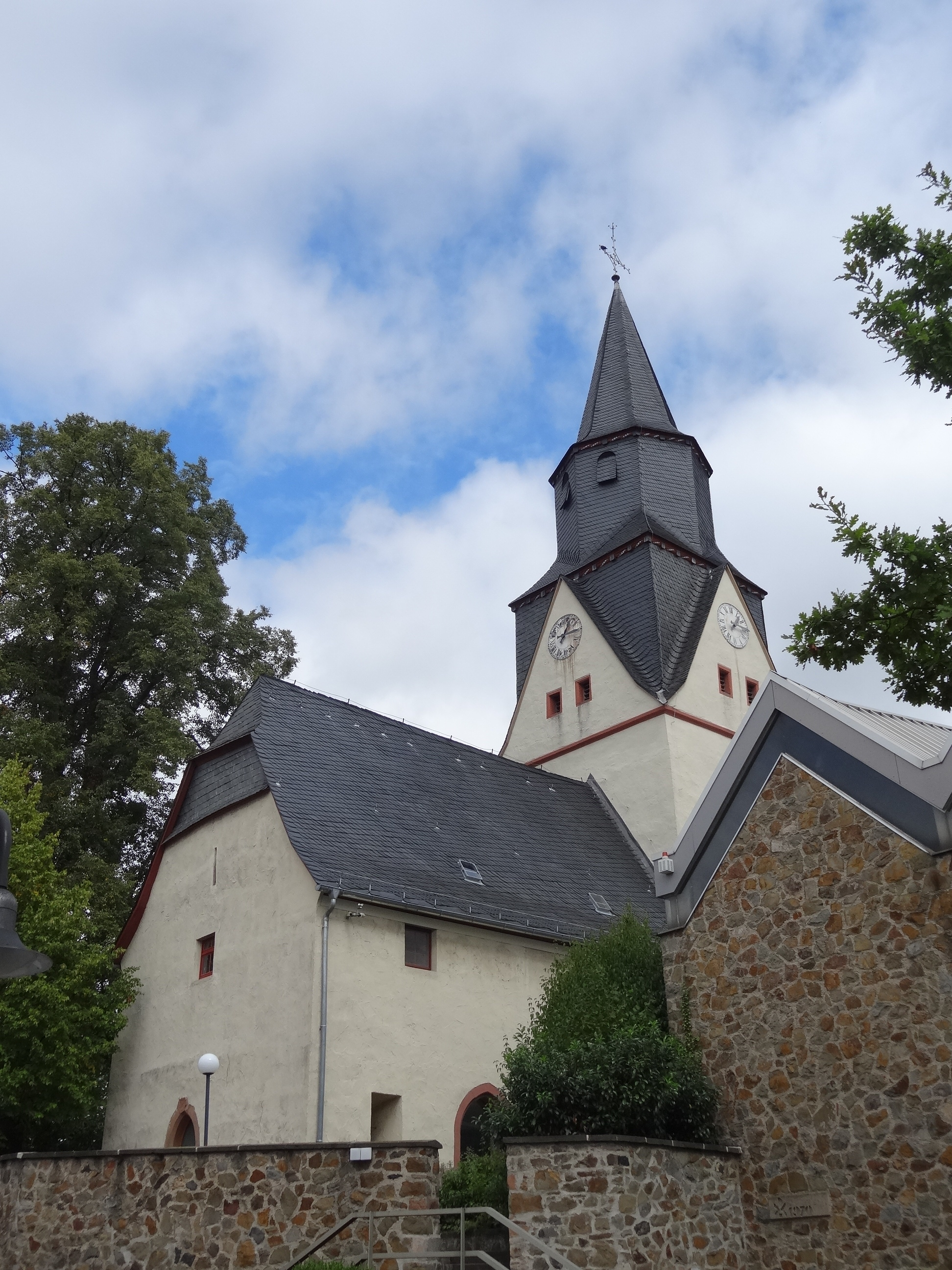
マルティン教会

- ホイヒェルハイムのマルティン教会（13-15世紀）
- ネオゴシック様式のキンツェンバッハの福音主義教会
- ドレーハウス[8]
- ヴィントホーフ

- キンツェンバッハの福音主義教会

### その他

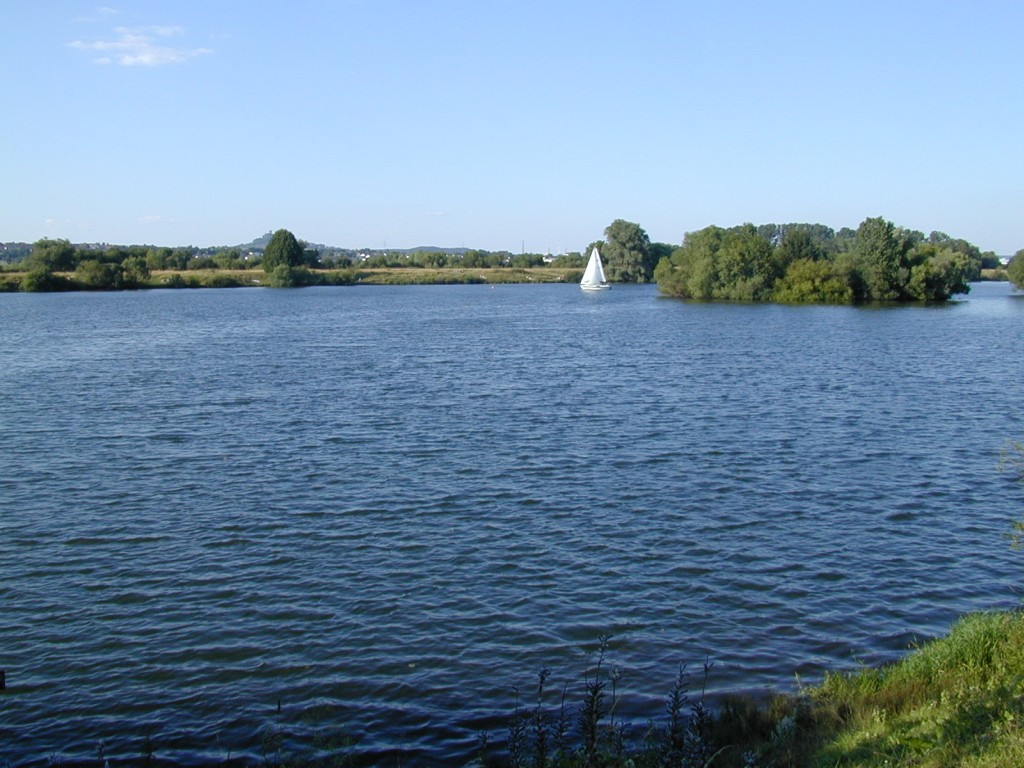
ホイヒェルハイム湖

町の南に位置し、レジャーに利用されている「ホイヒェルハイム湖」はかつて浚渫湖で、現在はウォータースポーツが行われている。また、町の南と西にラーナウアー自然保護地区があるが、ここにも浚渫湖があり、様々な水鳥の産卵地あるいは休憩地となっている。
この町の見所は、旧キンツェンバッハ駅の郷土博物館とカメラ博物館である。これらはカルチャーリング・ホイヒェルハイム＝キンツェンバッハ e.V. が私的に運営している。
2003年に、「ホイヒェルハイマー・シュネーアプフェル」（リンゴの品種）は、果樹園芸協会e.V.のヘッセン州部会により「この年のヘッセン州ローカル品種」に認定された。この認定によって、ヘッセン州に古くから伝わるこの品種が注目を集めた。これにより、老木の養生処置、接ぎ枝の生産と樹木学校への配布、植樹活動、講演会や展示会などのさまざまなケアや広報活動が行われている。

## 人物

### ゆかりの人物
- ルートヴィヒ・シュンク（ドイツ語版、英語版）（1884年 - 1947年）シュンク・ウント・エーベ oHG 社の創始者。ホイヒェルハイムで亡くなった。
- ティル・シュヴァイガー（1963年 - ）俳優。1977年からアビトゥーアを取得するまでホイヒェルハイムに住んでいた。

## 引用
1. ↑  Hessisches Statistisches Landesamt: Bevölkerung in Hessen am 31.12.2023 (Landkreise, kreisfreie Städte und Gemeinden, Einwohnerzahlen auf Grundlage des Zensus 2011)]
2. ↑  Historisches Ortslexikon - Heuchelheim（2015年5月26日 閲覧）
3. ↑  ヘッセン州統計局: 2011年3月27日のホイヒェルハイム町議会議員選挙結果（2015年5月27日 閲覧）
4. ↑  ヘッセン州統計局: 2009年6月7日のホイヒェルハイム町長選挙結果（2015年5月27日 閲覧）
5. ↑  Wahlen in Hessen: Heuchelheim, hr-online（2015年6月15日 閲覧）
6. ↑  TSFホイヒェルハイム（2015年5月27日 閲覧）
7. ↑  TSFホイヒェルハイム - Mitternachtslauf（2015年5月27日 閲覧）
8. ↑  DrehHaus（2015年5月27日 閲覧）
9. ↑  Heuchelheimer Seen（2015年5月27日 閲覧）